# Sojuz MS-25
Sojuz MS-25 (ryska: Союз МС-25) var en flygning i det ryska rymdprogrammet, till Internationella rymdstationen (ISS). Farkosten sköts upp med en Sojuz-2.1a-raket, från kosmodromen i Bajkonur, den 23 mars 2024. Farkosten dockade med rymdstationen den 25 mars 2024. 
Flygningen transporterade Oleg Novitskij, Marina Vasilevskaja och Tracy E. Caldwell till rymdstationen.
Oleg Novitskij och Belarus första kvinnliga kosmonaut Marina Vasilevskaja tillbringade två veckor ombord på rymdstationen och landade med Sojuz MS-24. Tracy E. Caldwell ingck i flera långtids expeditioner ombord på rymdstationen.
Den 23 september 2024 lämnade farkosten rymdstationen. Med Oleg Kononenko, Nikolaj Tjub och Tracy E. Caldwell. Några timmar senare återinträdde den i jordens atmosfär och landade i Kazakstan.

## Besättning
|                | Uppskjutning                                   | Landning                                       |
| -------------- | ---------------------------------------------- | ---------------------------------------------- |
| Befälhavare    | Oleg Novitskij, RSA Hans fjärde rymdfärd       | Oleg Kononenko, RSA Hans femte rymdfärd        |
| Flygingenjör 1 | Marina Vasilevskaja Hennes första rymdfärd     | Nikolaj Tjub, RSA Hans första rymdfärd         |
| Flygingenjör 2 | Tracy E. Caldwell, NASA Hennes tredje rymdfärd | Tracy E. Caldwell, NASA Hennes tredje rymdfärd |

## Reservbesättning
| Befälhavare    | Ivan Vagner, RSA       |
| Flygingenjör 1 | Anastasia Lenkova      |
| Flygingenjör 2 | Donald R. Pettit, NASA |